# فيصل بن فهد بن عبد الله آل سعود
الأمير فيصل بن فهد بن عبد الله بن محمد بن عبد الرحمن آل سعود
وهو رجل أعمال يمتلك شركة f6
والده هو قائد القوات البحرية الملكية السعودية سابقاً ونائب وزير الدفاع السعودي سابقاً.

## أبنائه
الزوجة الأولى الأميرة غادة بنت خالد بن فيصل آل سعود (مطلقة) ولهم:
- الأمير فهد بن فيصل بن فهد آل سعود
- الأمير سعود بن فيصل بن فهد آل سعود
- الأميرة ريما بنت فيصل بن فهد آل سعود

الزوجة الثانية الأميرة نوف بنت متعب بن عبد الله بن عبد العزيز آل سعود (على ذمته) ولهم:
- الأمير بدر بن فيصل بن فهد آل سعود
- الأمير سلمان بن فيصل بن فهد آل سعود
- الأميرة صيتة بنت فيصل بن فهد آل سعود